# Mario Metaza
Mario Alfredo Metaza (n. 4 de noviembre de 1958) es un político argentino.
Se incorporó a la política desde muy joven en las filas del Frente para la Victoria Santacruceña, en el peronismo de la provincia de Santa Cruz. Durante su militancia, tuvo varios cargos municipales y provinciales durante las gestiones de Néstor Kirchner, tanto al frente de la municipalidad de Río Gallegos, como de la gobernación de la provincia de Santa Cruz.

## Carrera política
En 1995, tuvo su primera contienda electoral en la lista de concejales por la ciudad de Río Gallegos, integrando la lista en el quinto puesto. Su gestión estuvo signada por su activa participación en el Litigio del campo de hielo Patagónico Sur, más conocido como conflicto o diferendo por los hielos continentales. Metaza organizó diferentes actividades como bicicleteadas masivas hasta el pie del Glaciar Perito Moreno, y expediciones y transmisiones radiofónicas con periodistas internacionales. 
En 1999, encabezando su propio sublema dentro del Frente para la Victoria, renovó su banca. En este caso, su gestión hizo énfasis en la educación vial en los jóvenes de la ciudad. Un hito a destacar fue el Concurso de preguntas y respuestas sobre Educación Vial, en el que participaban todas las escuelas de la ciudad con un equipo de alumnos y debían responder preguntas relacionadas con la educación vial. El concurso era transmitido en vivo por la televisión local, y tuvo picos de audiencia inéditos para la época. 
En 2003, es designado al frente de la Casa de la Provincia de Santa Cruz en la ciudad de Buenos Aires, cargo que ocupó hasta el año 2011. 
En 2011 es primer candidato a diputado nacional en la provincia de Santa Cruz, obteniendo una victoria contundente con el 65,41% de los votos. Su paso por el Congreso Nacional, tuvo eje en los recursos hidrocarburíferos. Como presidente de la comisión de energía, llevó adelante el debate parlamentario en la re estatización de YPF.
Desde 2015, y luego de haber resultado electo, se desarrolla como Parlamentario del Mercosur. En sus intervenciones en el recinto, denuncia permanentemente la degradación del estado de derecho en la República Argentina. También reclama permanentemente por la libertad de su compañera de bancada Milagro Sala, y por el esclarecimiento de la desaparición seguida de muerte de Santiago Maldonado.

## Cargos electorales
- 1995-1999 Concejal de la ciudad de Río Gallegos.
- 1999-2003 Concejal de la ciudad de Río Gallegos.
- 2011-2015 Diputados Nacional por la provincia de Santa Cruz.[6]
- 2015-2021 Parlamentario del Mercosur por distrito Santa Cruz.[7]